# Mortal Online
Mortal Online est un jeu de rôle en ligne massivement multijoueur (MMORPG) développé par Star Vault, disponible depuis le 9 juin 2010. Le jeu utilise l'Unreal Engine 3 d'Epic Games et propose un gameplay orienté sandbox.
Les personnages-joueurs dans Mortal Online ne sont pas définis par un niveau et une classe, comme dans beaucoup de MMORPG grand-public de type "theme-park", mais par un ensemble de compétences associées d'un niveau.

## Fonctionnalités
Avant la sortie du jeu et le début des souscriptions payantes, Star Vault prévoit d'implémenter et de peaufiner les fonctionnalités suivantes :
- Continent de Myrland complet
- Au moins 9 races, avec variantes male et femelle
- Blood-mix et personnalisation des personnages
- Principaux features du système de compétences
- Full PvP, full loot
- Combat au corps à corps et à distance
- Combat magique basique
- Montures et combat monté
- Interface basique pour le système d'artisanat (crafting)
- Collecte de ressources
- Mécanismes de guilde basiques
- Player housing basique
- NPC, mobs et faune basiques
- Features cachés/secrets

## Races
Les races que les joueurs peuvent incarner sont :
- Thur
- Tindremene
- Khurite
- Veela
- Sidoian
- Kallard
- Sarducaan
- Blainn
- Sheevra